# Центар за основну полицијску обуку
Центар за основну полицијску обуку (скраћено ЦОПО) је центар за обуку полицијских службеника који се налази у Сремској Каменици.

## Историја
Школска зграда Центра за основну полицијску обуку у Сремској Каменици, раније Средње школе унутрашњих послова, саграђена је 1848. као „Кадетска школа” за потребе школовања војних полицијских кадрова Аустријског царства. Својом површином, од око 7.000 квадратних метара и спратношћу, спада у групу највећих објеката саграђених у то време на територији Новог Сада. Око објекта је уређен парк, површине од око 16 хектара. Зграда је изграђена у стилу романтизма и сачувана у изворном облику, али аутор пројекта за сада није познат. Такву зграду аустријске власти су користиле током читавог 19. века. Одмах по изградњи, у њој је смештена Војна пионирска школа Аустроугарске.
Од 1869. до 1895. зграда је служила као фабрика свиле и као „Војарна за финанце”, а од 1895. ту се из Осијека усељава „Кадетско училиште”, које је радило све до краја Аустроугарске. После стварања Краљевине Југославије зграда постаје државна својина и у њој се све до 1941. налазила жандармеријска школа, у којој су се школовали официри, подофицири и жандарми. За време окупације у Другом светском рату, у згради је била смештена усташка школа за обучавање инжењеријских јединица — подофицира (познати као Опкопари). Током завршних ратних операција, ту је била стационирана партизанска болница, а затим и школа за подофицире КНОЈ-а.
Од 1946. до 1955. године у овом здању су се школовали официри и подофицири Министарства унутрашњих послова ФНРЈ. Државни Секретаријат унутрашњих послова ФНРЈ 1955. одлучује да Официрска школа престане са радом, а да се уместо ње формира Школа за командире станица за потребе целе државе. Ова школа је укинута 1959, а уместо ње се формирала Школа за подофицире Народне милиције, која је постојала све до 1964. Од 1964. до 1967. зграду је, са комплетним инвентаром, преузео Републички секретаријат унутрашњих послова СР Србије и у њој формирао Стручну школу милиције за школовање приправника милиције.
Скупштина СР Србије, на свом заседању 12. јула 1967, донела је и усвојила Закон о Средњој школи унутрашњих послова у Сремској Каменици, и она је постала центар за школовање и обуку кадрова јавне безбедности. Септембра те године уписани су питомци прве класе. Програм је, од почетка, обухватао и општеобразовне и стручне предмете.
Реформе образовања у земљи, утицале су и на промене у овој школи. У току школовања 9. класе, прешло се са четворогодишњег на двогодишњи систем. Првих 9 одељења ове генерације уписано је 1975.. Када су они завршили други разред, 1977, примљено је још неколико одељења, по новом, двогодишњем програму. Тако је други део 9. класе завршио овде 3. и 4. разред. По такозваном „усмереном образовању”, које је трајало две године, школовале су се све генерације до 1988. Тада је уписана 21. класа, поново на четири године.
У реализацији пројекта трансформације Средње школе унутрашњих послова у Центар за основну полицијску обуку, након потписивања Споразума о разумевању, као равноправан партнер укључила се и Мисија ОЕБС у Србији, која је у јуну 2006. организовала донаторску конференцију. У новембру 2007. уписана је прва генерација полазника Центра за основну полицијску обуку.